# 三洞乡 (三都县)
三洞乡，是中华人民共和国贵州省黔南布依族苗族自治州三都水族自治县一个已撤销的乡级行政区。
2014年8月7日，贵州省人民政府批复同意三都水族自治县乡镇行政区划调整，撤销三洞乡，将其所辖的群力村划归周覃镇，其余划归中和镇。

## 行政区划
截至2013年，三洞乡下辖以下地区：
下街村、板闷村、寨罗村、板劳村、达便村、乔村村、板告村、善哄村、水根村、古城村、良村村、定城村、板龙村、群力村、岜炮村、板南村和板厘村。